# Michael Svensson
Pour les articles homonymes, voir Svensson.
Michael Svensson est un footballeur suédois né le 25 novembre 1975 à Värnamo. Il évoluait au poste de défenseur.
Il a participé à la Coupe du monde 2002 avec l'équipe de Suède.

## Palmarès
- Champion de Suède en 2000 avec l'Halmstads BK
- Finaliste de la FA Cup en 2003 avec Southampton